# 先輪

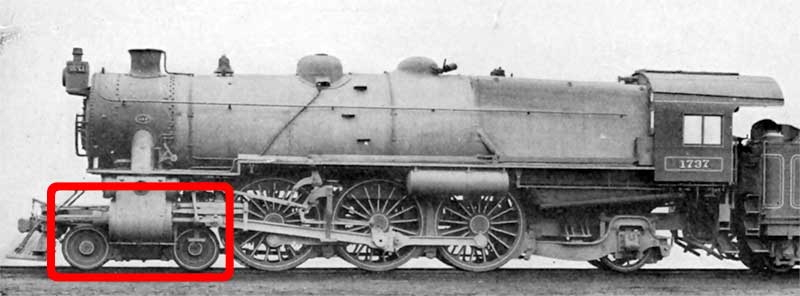
蒸気機関車の先台車（2軸の先輪を持つ）

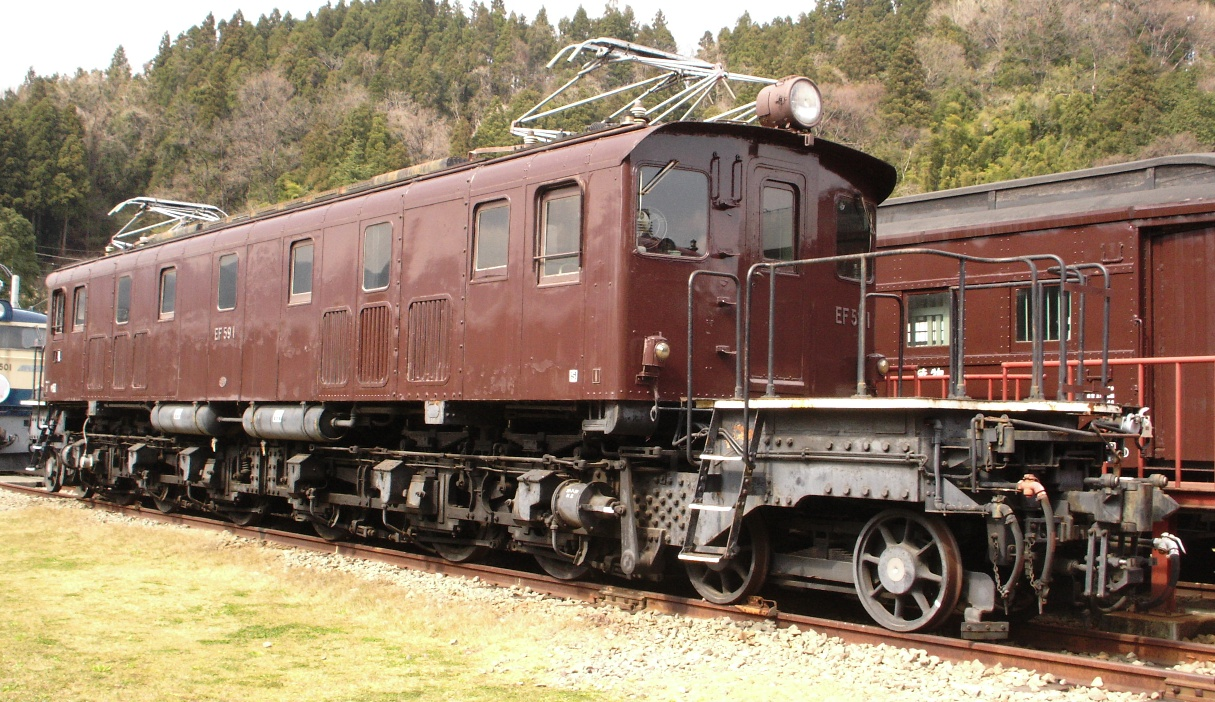
車体前方に飛び出した先台車を持つ電気機関車（EF59形）

先輪 （せんりん、leading wheel） は、機関車において動輪より前にある動力のない車輪である。通常、先輪の車軸は台車に配置されており、この台車のことを先台車（せんだいしゃ）という。

## 概要
先輪は曲線における機関車の走行を容易にし、キャブ・フォワード型蒸気機関車の場合には運転室を支える働きをする。
重要な点として、先台車は垂直な軸に沿って単純に回転するだけの動きをするわけではなく、わずかながら横方向の動きも許容しなければならない。そうでなければ、機関車はカーブに正確に沿って走ることができない。この動きを制御し、中心に戻ろうとする復元力を与えるために、通常スプリングなどを用いた機構が組み込まれている。この種のスライドする台車は、1865年にイギリスのウィリアム・アダムス (William Adams (locomotive engineer)) によって特許が取得された。先輪を初めて使ったと一般に考えられているのはアメリカ合衆国のジョン・ジャービス (John B. Jervis) で、1832年に2軸の先輪と1軸の動輪を備えた機関車の設計に採用した。この車軸配置はジャービスと呼ばれている。ホワイト式表記法によれば、この機関車は4-2-0と表され、4輪の先輪と2輪の動輪を備え、従輪を備えていないということである。UIC式表記法では車輪の数ではなく車軸の数を数え、また動軸の数を数えるために記号を用い、ジャービス式は2-Aとなる。
先台車を備えていない機関車は一般的に高速用には不適とみなされている。イギリスの鉄道検査官は、グレート・ウェスタン鉄道のダブルボイス駅 (Doublebois) で起きた2両の車輪配置0-4-4の機関車による事故を受けて、この慣例を1895年に宣告した。しかしながら、他の技術者はこの慣例に反発し、ロンドン・ブライトン・アンド・サウス・コースト鉄道 (London, Brighton and South Coast Railway) の有名な車輪配置0-4-2のグラッドストンクラス (LB&SCR B1 class) 旅客急行用機関車は、1933年まで特に問題なく運行を続けていた。先輪が1軸の場合（ポニー台車 pony truckと呼ばれる）でもいくらか安定性を向上するが、2軸の先台車は高速運行にはほとんど必須である。
1両の機関車に備えられた最大の先輪の数は6輪（3軸）で、車輪配置6-2-0のクランプトン機関車 (Crampton locomotive) や、車輪配置6-4-4-6のペンシルバニア鉄道S1型 (PRR S1) デュープレックス機関車 (Duplex locomotive)や車輪配置6-8-6のS2型 (PRR S2) 蒸気タービン機関車などがある。3軸の先台車はあまり一般的ではない。クランプトン機関車は1840年代の製造であるが、その後ペンシルバニア鉄道がS1型に採用するまで使用例が無かった。